# Plätzwiese
A Plätzwiese (olaszul: Prato Piazza) egy fennsík a Észak-Olaszországban, a dél-tiroli Pragsi-Dolomitok hegycsoportjában, a Fanes-Sennes-Prags Natúrpark területén, a Pragsi-völgy (Pragser Tal) felső végében, magas hegyekkel körülvéve. Átlagos tengerszint feletti magassága 1993 méter. Területén Prags (Braies) és Schluderbach (Carbonin) községek osztoznak. Stratégiai helyzete miatt az első világháborúban, a Dolomiti fronton fontos osztrák–magyar védőállásként szolgált, az Ampezzói-völgyből indított olasz támadások ellen.

## Fekvése
A Plätzwiese-fennsík a Puster-völgyből kiágazó, északról dél felé emelkedő „kétágú” Pragsi-völgy (Pragser Tal / Valle di Braies) fölött fekszik. A völgy déli ága a fennsíkon végződik. (A völgy másik, délnyugat felé emelkedő ága a Pragsi-tó (Pragser Wildsee /Lago di Braies) tengerszemhez vezet). A Plätzwiese fennsíkja teljes egészében a Pragsi-Dolomitok hegycsoportjában helyezkedik el, hegycsúcsokkal körülvéve. Fekvése és egyedülálló ökoszisztémája miatt a fennsík területe 1980 óta a Fanes-Sennes-Prags Natúrpark részét képezi, amely az UNESCO Világörökség listáján szerepel.
Nyugaton a Forame-völgy katlana határolja, efölött a 3146 m magas Hohe Gaisl (Croda Rossa d’Ampezzo) emelkedik, mögötte dél-délnyugati irányban a Tofanákra nyílik kilátás.
Keleten a 2839 m magas Dürrenstein (Picco di Vallandro) gerince, délkeleten annak déli folytatása, a 2307 m magas Strudelkopf (Monte Specie) zárja a fennsíkot. Ezek keleti fala a Höhlenstein-völgybe (Valle di Landro) szakad le, azon túl kelet felé a Sexteni-Dolomitok hegyei, a Monte Piana és a Drei Zinnen (Tre Cime di Lavaredo) csúcsai a fennsík több részéről is jól beláthatók. A Plätzwieséről a Dürrensteinre és a Strudelkopfra kitűzött ösvények és különböző nehézségi fokú mászóutak vezetnek fel. A Strudelkopf déli fala a Gemärk-hágóra és Cristallo-hegység sziklatornyaira néz.
A fennsík déli végén, a Strudelkopf keleti lejtőjén, a hasonló nevű hágóban (Strudelkopfsattel / Col de Specie) áll az első világháborúban erősen sérült Plätzwiese-erőd részben helyreállított szárnya, mellette a Dürrenstein-menedékház (Dürrensteinhütte / Rifugio Vallandro). Az erődöt dél felől a Knollknopf nevű szikladomb fedezte.

## Történelme

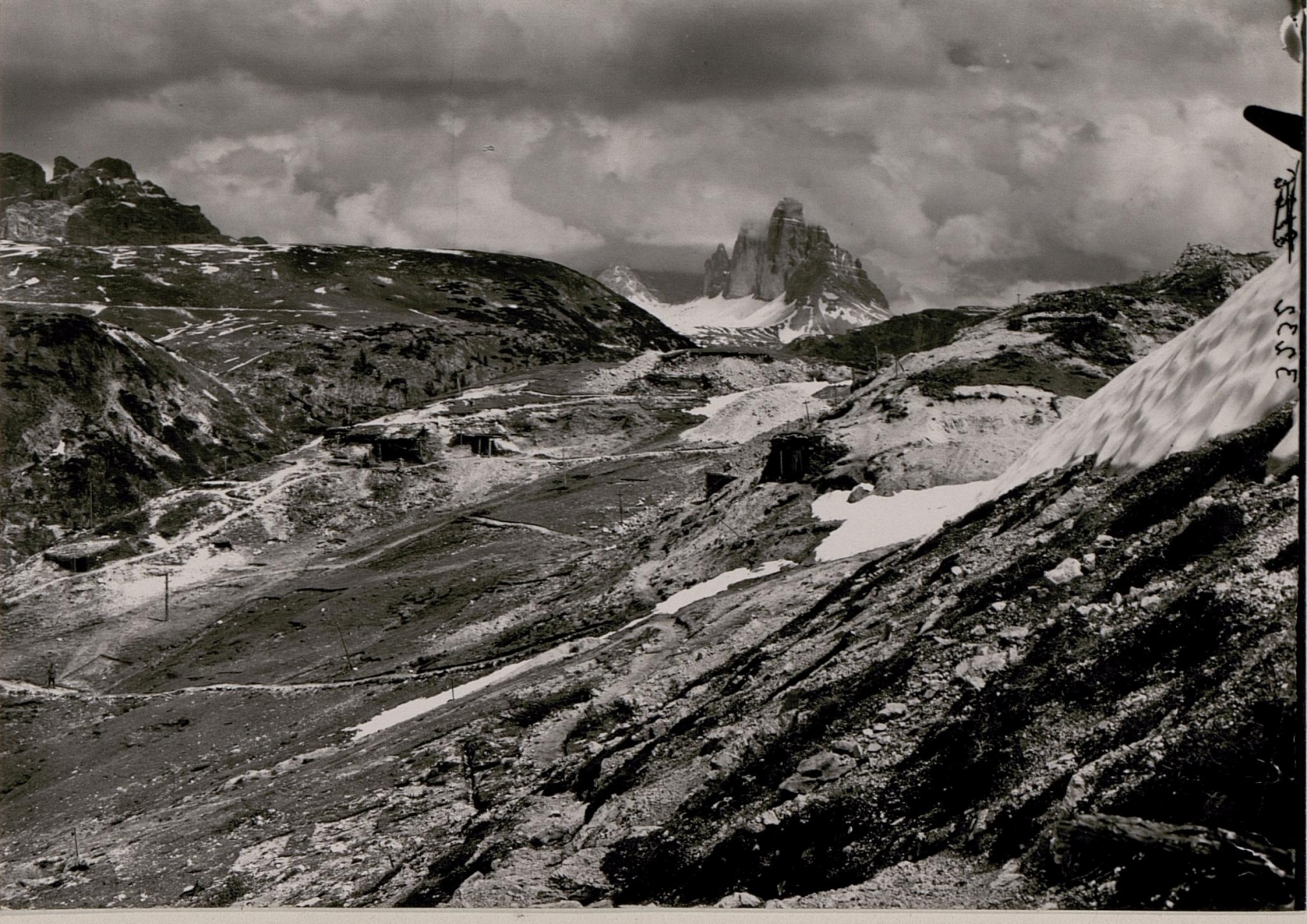
Első világháború: osztrák–magyar tüzérségi ütegállások a Plätzwiesén, a Monte Piana és a Drei Zinnen felé irányozva.

A kései 12. századból való dokumentumokban - köztük egy Barbarossa Frigyes császár által 1187-ben kiadott kiváltságlevélben – már említik a „Pletces” ill. „Pleces” nevű hegyi legelőt (Alm), mely ekkor a Freisingi Hercegpüspökség (Hochstift) leányintézményének, az innicheni bencés kolostornak birtokában volt. Ez arra utal, hogy a fennsíkot már a középkorban mezőgazdasági hasznosítás alá vonták, és az Alpokon túl terjeszkedő Német-római Birodalom politikájának látóterébe jutott.

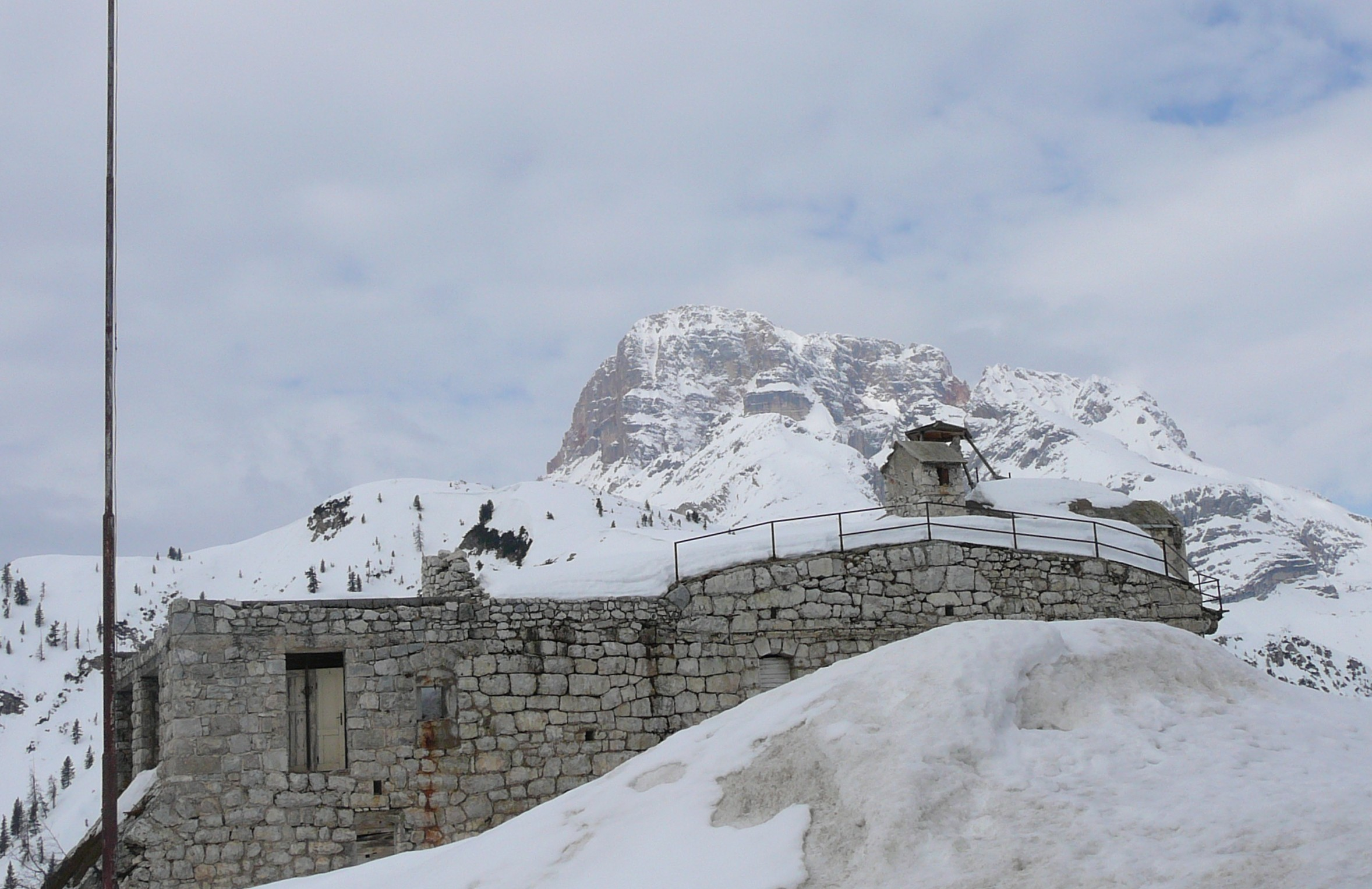
A Plätzwiese-erőd. Háttérben a Hohe Gaisl (Croda Rossa d'Ampezzo)

Az 1866-os porosz–osztrák–olasz háborút lezáró bécsi békeszerződés értelmében az Osztrák Császárság elvesztette Veneto és Friuli tartományokat. Az Olasz Királyság és az Osztrák–Magyar Monarchia közötti határvonal itteni szakasza a Sexteni és a Pragsi-Dolomitokon keresztül húzódott. Az agresszív szomszéd további terjeszkedése ellen a cs. és kir. hadvezetés az 1880-as évektől kezdve összefüggő alpesi erődvonalat épített ki a Dolomitok völgyeinek védelmére. 1889–1894-ben a stratégiai helyzetű Plätzwiese fennsík déli végén, a Cristallo-hegységre néző Knollkopf-hegy oldalában megépítették a Plätzwiese-erődöt (Werk Plätzwiese), a Boite-völgy biztosítására, és a fennsíkra való olasz betörés megakadályozására. A Plätzwiese-erőd a Tofanáktól a Drei Zinnen-en át Sextenig húzódó védővonal része lett. (Olasz neve Forte Prato Piazza).
1915. május 23-án, az első világháború második évében Olaszország hadba lépett az Osztrák–Magyar Monarchia ellen. Az olasz front keleti szakasza az Isonzónál alakult ki (lásd isonzói csaták), a nyugati (tiroli) frontszakasz a Karni-Alpokon és a Dolomitokon át húzódott, itt kialakult az alpesi háború. A cs. és kir. hadvezetés kiürítette a védhetetlennek ítélt Cortina d’Ampezzót, a védelmet a hegyi erődvonalban szervezték. A Plätzwiese-erőd ekkorra már korszerűtlenné vált, a hadvezetés még az olasz támadás előtt kiürítette. Az üres erődöt az olasz nehéztüzérség már 1915. július elején rommá lőtte. Később épült részei, melyek a Knollkopf fedezékében álltak, sérülten túlélték a háborút, és ma részben restaurált állapotban megtekinthetők.

## Szállodák, menedékházak

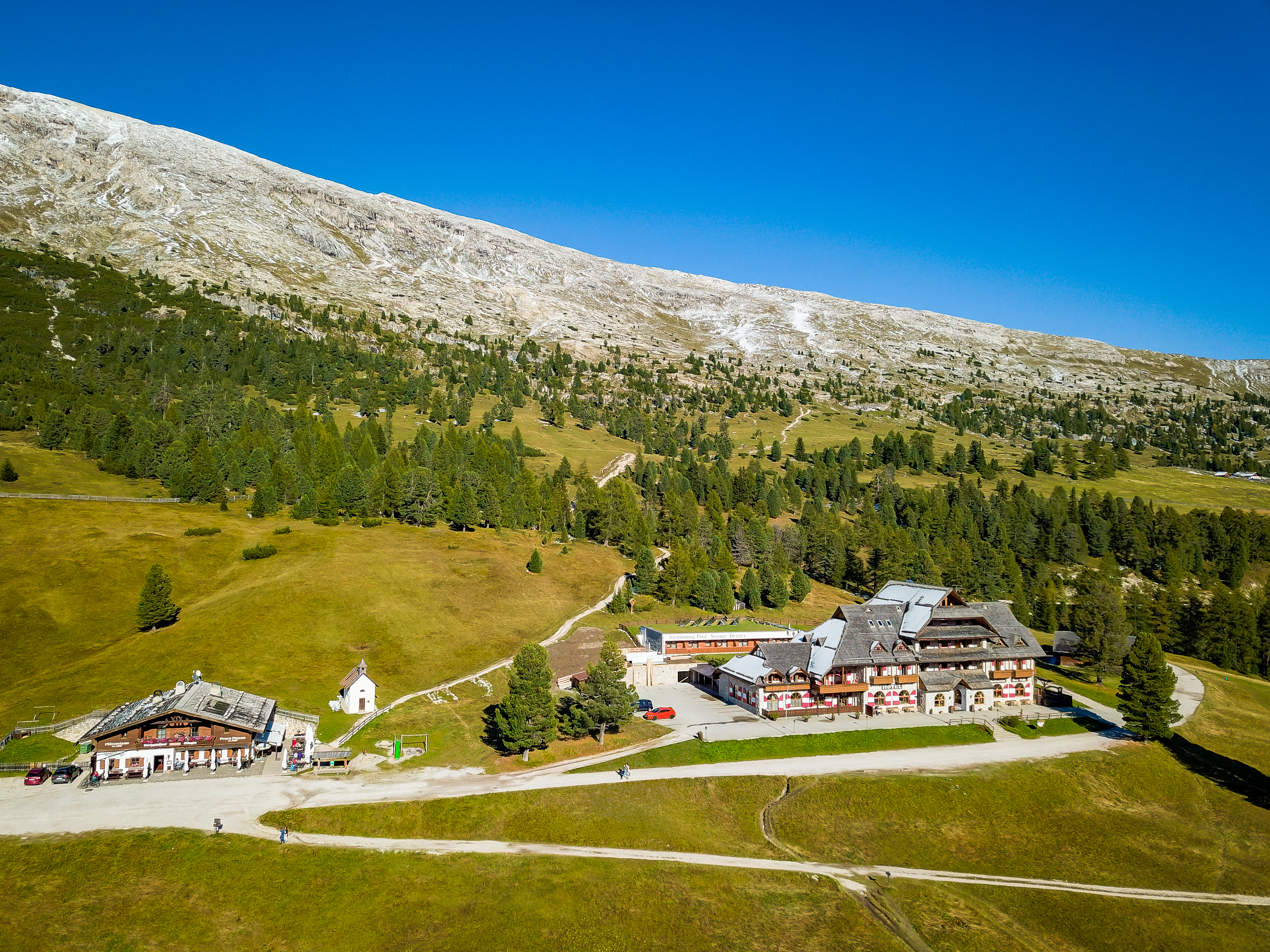
A Plätzwiese fogadó és a Hohe Gaisl hegyi szálloda. Mögöttük a Dürrenstein lejtője.

A Plätzwiesén nincsenek települések. A fennsík közepén, a Prags felől felvezető aszfaltút végén, kb. 2000 magasságban áll a Hohe Gaisl hegyi szálloda, mellette a Plätzwiese fogadó (Berggasthof Plätzwiese / Rifugio Prato Piazza). Mellettük nagy nyilvános autóparkoló található.
Innen gyalogosan elérhető kb. 2,5 km-re délkelet felé, a fennsík déli peremén, a Plätzwiese-erőd közvetlen szomszédságában, 2040 m magasságban, a Dürrenstein-menedékház (Dürrensteinhütte / Rifugio Vallandro), amely étkezési és korlátozott mértékben szállási lehetőséget is kínál. A Dürrenstein-menedékház és a Hohe Gaisl hegyi szálló télen is üzemel.

## Megközelítése
A Platzwiese fennsíkot gépjárművel csak egy irányból lehet megközelíteni. Észak felől, a Puster-völgyből jövet az SS-49 (E66) főútról Welsberg (Monguelfo) és Niederdorf (Villabassa) között kell letérni délnek, Prags Braies) felé. A Pragsi-völgy útja rövidesen kettéágazik, a délnyugati ág a Pragsi-tóhoz, a déli irányú ág a Platzwiesére vezet. Prags községet Ó-Prags (Altprags) és Brückele (Ponticello) község felé kell elhagyni. Innen a fennsíkig a forgalmat korlátozzák: Nyáron a személyautók díjtalanul, de csak nappal, megadott idősávban hajthatnak fel (2017-ben 10:30–15:00h között). Buszok és lakókocsik behajtása tilos. A kihajtás nincs korlátozva. A fennsíkon a fogadó mellett nagy személyautó-parkolót létesítettek. Brückele (Ponticello) és a fennsík között transzfer-buszokkal (shuttle) is lehet közlekedni, ezek ugyanebben az idősávban félóránként indulnak, jegyváltás szükséges. Télen az út használata díjköteles, szöges gumiabroncs vagy hólánc használata kötelező.

## Túrautak
Dél felől, Schluderbach (Carbonin) községből, az SS51-es főútról kanyargós erdei földút vezet fel közvetlenül a Plätzwiesére. Ez a 37. sz. jelzett túraút, mely civil gépjárművek elől le van zárva, gyalogos és kerékpáros (mountainbike-os) turisták használhatják. A gyalogtúra időigénye kb. 2 óra. A fennsíkra érve ebből az útból jobb felé (keletnek) kiágazik a 34. sz. túraút, amely a Strudelkopf (Monte Specie) csúcskeresztjéhez vezet (Heimkehrerkreuz, a „hazatérők keresztje”).

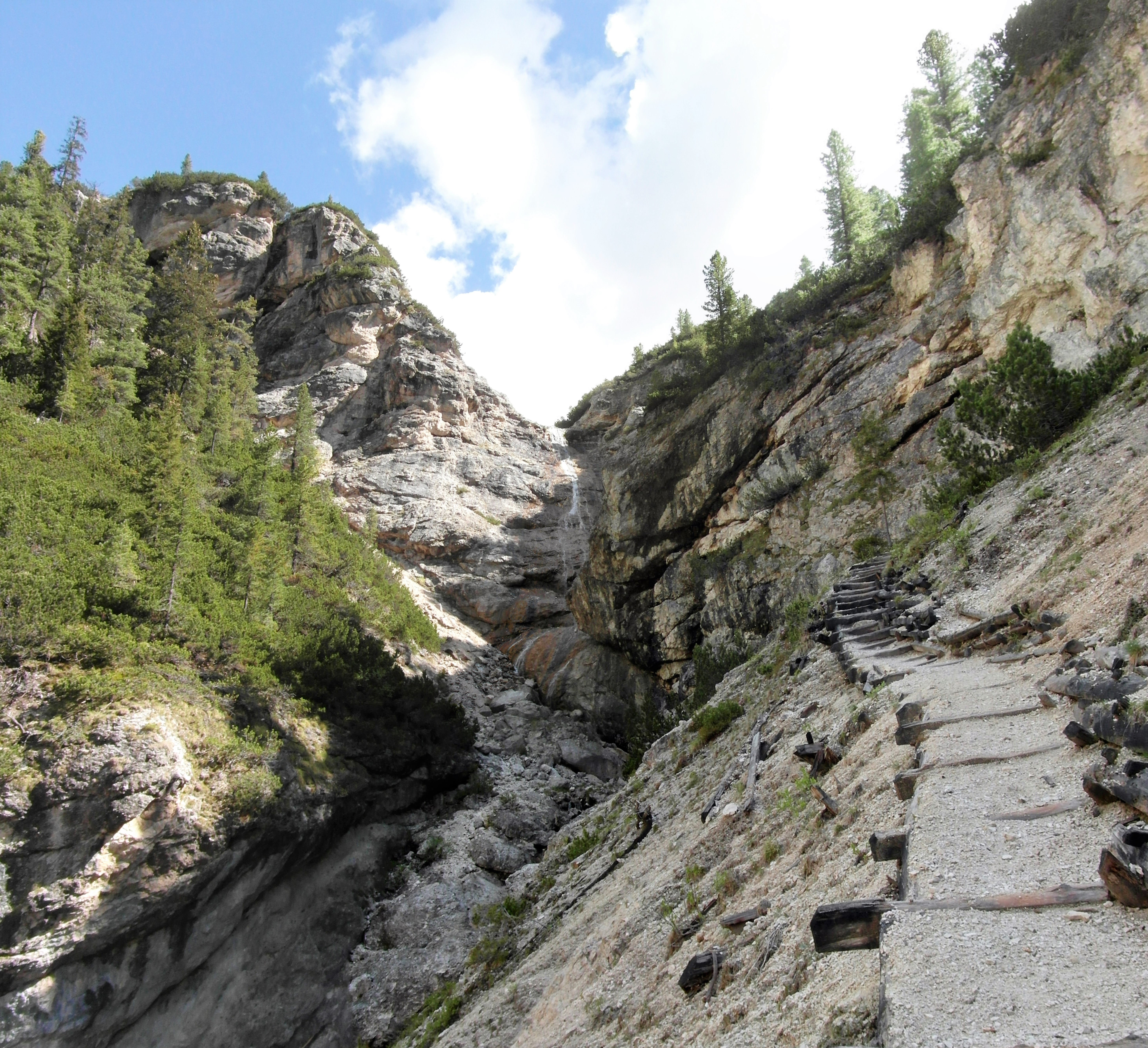
A 18. sz. túraösvény egyik szakasza

A fennsíkra felvezető további jelzett túraösvények: A 18. sz. túraösvény észak felől, Brückele (Ponticello) községből a Malga Stolla szakadékvölgy oldalában vezet a fennsíkra, ez az út dél felé folytatódik, a Malga Stolla völgyben levisz a Boite-völgybe, a Gemärk-hágóhoz (Cimabanche), 1500 m tszf magasságra. EZ utóbbi is használható felmenetelre, időigénye kb. 1 óra 45 perc.
Kelet felől, a Höhlenstein-völgyből, Höhlenstein (Landro) közelében indul a 34. sz. túraút, a Dürrenstein oldalába vágott meredek ösvény, amely a Dürrenstein-menedékházhoz (Rifugio Vallandro) vezet, időigénye 3 óra, közben nincs sem támaszpont, sem vízszerzési lehetőség. A menedékháztól az út folytatódik a Strudelkopfon keresztül a fennsík centrumáig, az autóparkolóig.

## Télisport

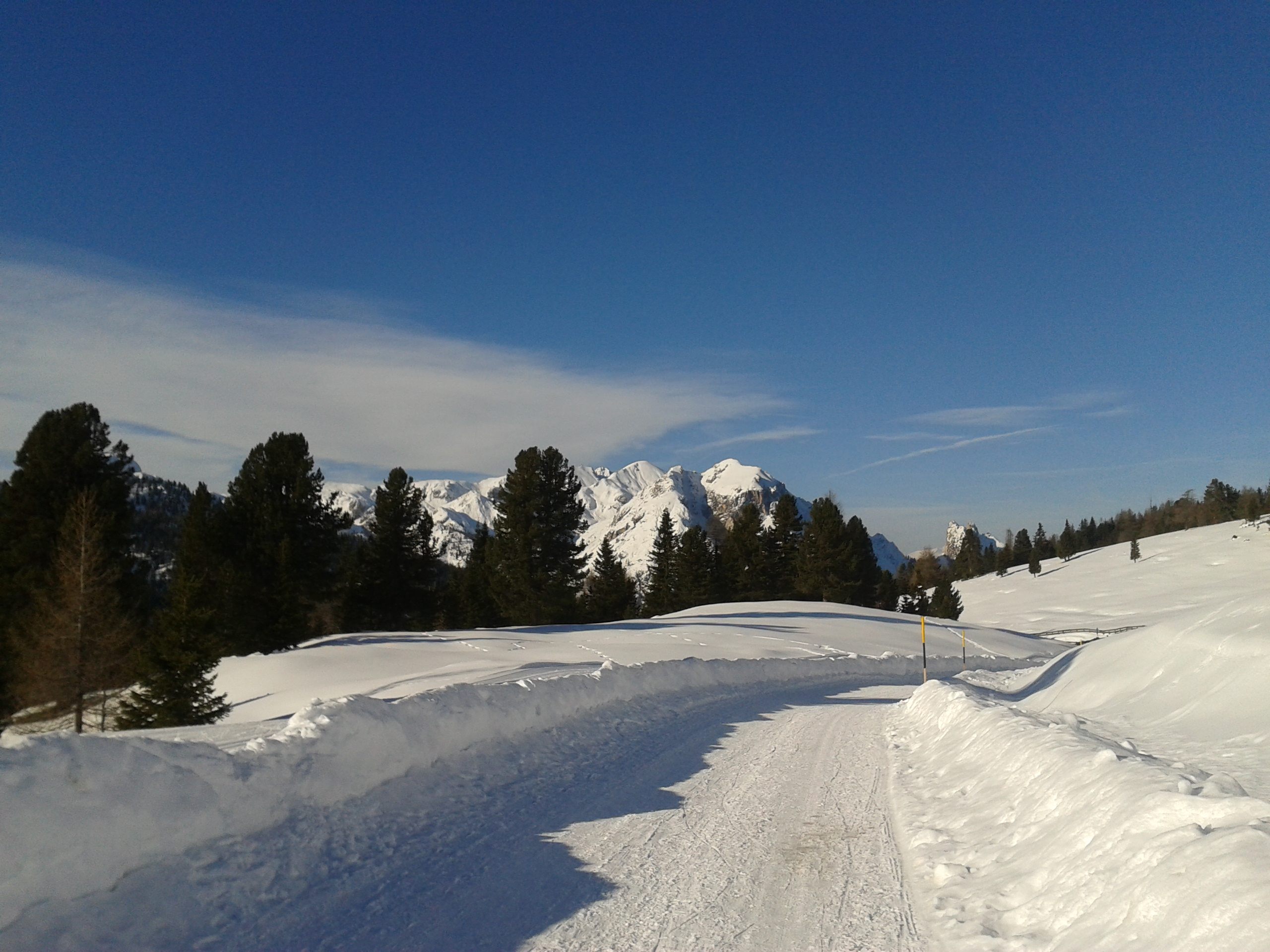
A Plätzwiese télen

Légifelvétel a Plätzwieséről, észak-északnyugatról dél-délkelet felé nézve: Előtérben a Hohe Gaisl hegyi szálloda, szemben a Dürrenstein hegyhát, tőle jobbra a Plätzwiese-erőd és a Knollknopf-hegy, háttérben a Cristallo-hegység.

Télen a Plätzwiese a sífutók és a sítúrázók kedvelt célpontja. A fennsíkon 6 km hosszú korszerű sífutópályát alakítottak ki, melynek magasságkülönbsége kb. 80 méter. Nyomvonala mind a klasszikus, mind a halszálkás stílusú sífutáshoz alkalmas. Változatos és festői természeti környezetben halad, monumentális Dolomit-csúcsok koszorújában (Hohe Gaisl, Tofanák, Monte Cristallo, kicsit távolabb a Drei Zinnen). Mélyen betekinthetünk az Ampezzói-völgyet kísérő hegyláncba. Ez Dél-Tirol egyik legszebb, leglátványosabb sífutópályája. Hasonlóan a Dolomitok többi sífutópályájához, ez a pálya is tagja a Dolomiti Nordicski regionális szövetségnek.
A 2307 m magas Strudelkopf (Monte Specie) csúcskeresztjéhez, a Heimkehrerkreuz-hoz megfelelő felszereléssel télen is fel lehet mászni, a Dürrenstein-menedékháztól mintegy 45 perces túrával. A Dürrenstein-menedékház és a Hohe Gaisl hegyi szálló télen is üzemel.